# Ligota Książęca (województwo opolskie)
Ligota Książęca (niem. Fürsten Ellguth) – wieś w Polsce, położona w województwie opolskim, w powiecie namysłowskim, w gminie Namysłów.
Najstarsza znana przesłanka źródłowa dotycząca tej miejscowości pochodzi z roku 1425 i dotyczy transakcji sprzedaży dwóch folwarków we wsi, której dokonał rycerz Hans Baruth ze swoim bratem Zygfrydem.  
Od 1 stycznia 1955 miejscowość administracyjnie należy do województwa opolskiego, wcześniej znajdowała się w województwie wrocławskim (w gminie Miłocice w powiecie oleśnickim). W latach 1954–1961 wieś należała i była siedzibą władz gromady Ligota Książęca, po jej zniesieniu w gromadzie Przeczów. Od 1 stycznia 1973 do 30 października 1975 miejscowość była siedzibą gminy Ligota Książęca. 
| SIMC    | Nazwa     | Rodzaj     |
| ------- | --------- | ---------- |
| 0499608 | Wszeradów | przysiółek |

## Zabytki
Do wojewódzkiego rejestru zabytków wpisane są:
- kościół parafialny noszący wezwanie Wniebowzięcia Najświętszej Panny Marii. Powstał w roku 1844 jako świątynia ewangelicka. W ostatnich dniach maja 1945 r. żołnierze Armii Czerwonej podpalili obiekt. Mieszkańcom wsi udało się odbudować kościół w latach 1956–1957. 15 sierpnia 1957 r. świątynię poświęcono, a już 3 października tegoż roku erygowano tutejszą parafię. Tego samego dnia nastąpiło również intronizowanie obrazu Patronki kościoła Matki Boskiej Otynijskiej[8]. Obraz ten, namalowany przez Kazimierza Ładońskiego w 1718 r., został po II wojnie światowej przywieziony wraz z wyposażeniem kościelnym z Otyni w dawnym województwie stanisławowskim. 15 sierpnia 1997 r. odbyła się jego koronacja[9].
- dom nr 66 (dawny dwór), z ok. 1900 r.

- W miejscowości jest jeden z trzech w powiecie namysłowskim krzyży pokutnych.

## Edukacja
Dzieci i młodzież z tej oraz okolicznych miejscowości uczęszczają do Zespołu Szkolno-Przedszkolnego w Ligocie Książęcej. W jego skład wchodzą przedszkole oraz Szkoła Podstawowa im. Bolesława Chrobrego. Przedszkole funkcjonuje w budynku remizy strażackiej (mieści się w nim również wiejska świetlica), zaś szkoła posiada własny budynek. Na początku XXI w. wybudowana została sala gimnastyczna, a w ostatnich latach również boisko sportowe ze sztuczną nawierzchnią. 

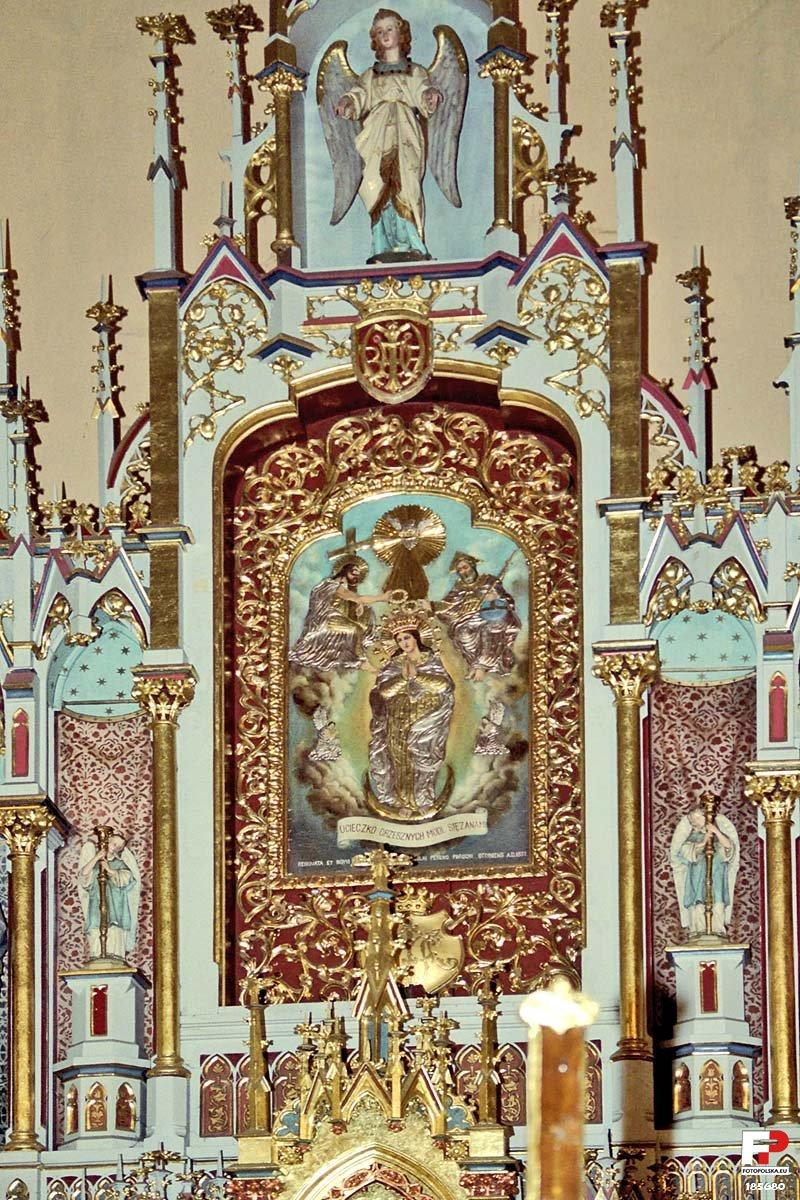
Obraz Matki Boskiej Otynieńskiej

## Literatura
Ligota Książęca: Sanktuarium Maryjne, Parafia Wniebowzięcia NMP Ligota Książęca – Wydawnictwo Aga, Wrocław 2003.